# Prix Niépce

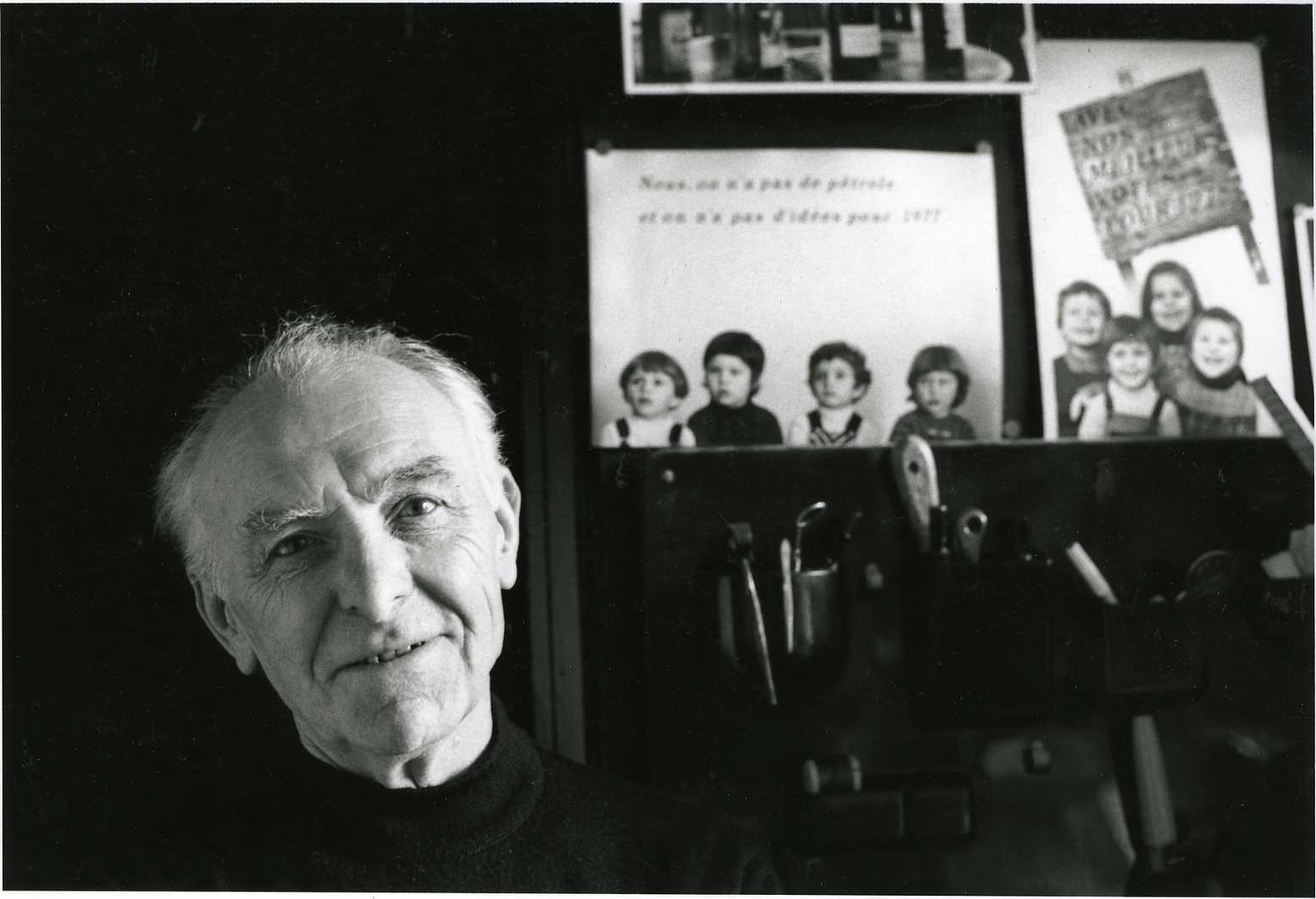
Robert Doisneau vyhrál cenu v roce 1956

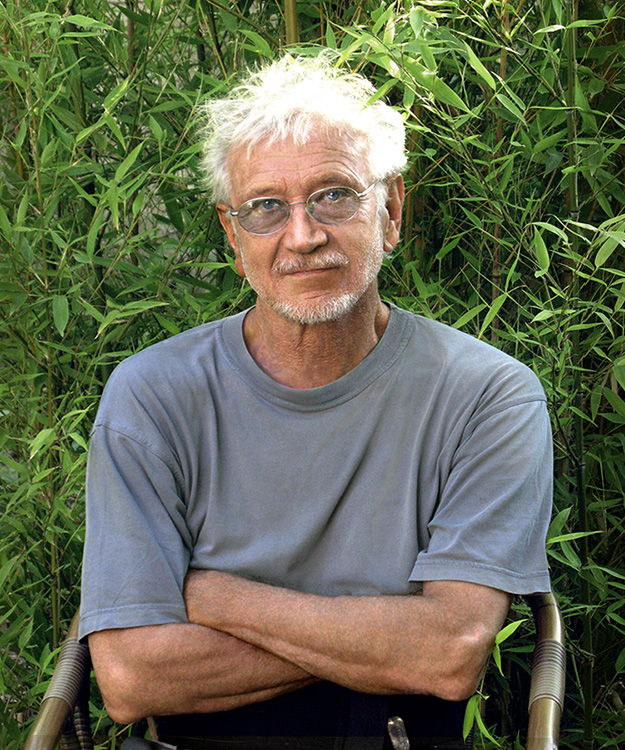
Pierre Berdoy

Niépcova cena, Niépce Prize, Prix Niépce je francouzské fotografické ocenění, které je udělováno již od roku 1955 asociací Gens d'Images založené Albertem Plécym. Každoročně oceňuje práci profesionálního fotografa, který žije a pracuje ve Francii déle než 3 roky a je mladší než 45 let. Název ocenění stanovil Albert Plécy na počest fotografa Josepha Nicéphora Niépceho. 

## Seznam vítězů
- 1955 – Jean Dieuzaide
- 1956 – Robert Doisneau
- 1957 – Denis Brihat
- 1958 – René Basset
- 1959 – Jeanloup Sieff
- 1960 – Léon Herschtritt
- 1961 – Jean-Dominique Lajoux
- 1962 – Jean-Louis Swiners
- 1963 – Jean Suquet
- 1964 – Jean Garet
- 1965 – Thierry Davoust
- 1966 – Marc Garanger
- 1967 – Pierre a Dorine Berdoy
- 1968 – Claude Sauvageot
- 1969 – Jean-Pierre Ducatez
- 1970 – Serge Chirol a Claude-Raimond Dityvon
- 1971 – Jean-Luc Tartarin
- 1972 – Pierre Le Gall a Guillaume Lieury
- 1973 – Albert Visage
- 1974 – Pierre Michaud
- 1975 – Jean-Louis Nou
- 1976 – Eddie Kuligowski, Claude Nuridsany a Marie Pérennou
- 1977 – Roland Laboye
- 1978 – Alain Chartier
- 1979 – Françoise Saur
- 1980 – Gilles Kervella
- 1981 – Frédéric Brenner a Jacques Bondon
- 1982 – Bez vítěze
- 1983 – Pascal Dolémieux
- 1984 – Thierry Girard
- 1985 – Hervé Rabot
- 1986 – Jean-Marc Zaorski
- 1987 – Agnès Bonnot
- 1988 – Keiichi Tahara
- 1989 – Gladys a Patrick Zachmann
- 1990 – Hugues de Wurstemberger
- 1991 – Jean-Louis Courtinat
- 1992 – Luc Choquer
- 1993 – Jean-Claude Coutausse
- 1994 – Xavier Lambours
- 1995 – Marie-Paule Nègre
- 1996 – Lise Sarfati
- 1997 – Patrick Tosani
- 1998 – Florence Chevallier
- 1999 – Philippe Bazin
- 2000 – Klavdij Sluban
- 2001 – Antoine d'Agata
- 2002 – Luc Delahaye
- 2003 – Stéphane Couturier
- 2004 – Claudine Doury
- 2005 – Elina Brotherus
- 2006 – Juki Onodera
- 2007 – Bertrand Meunier
- 2008 – Jürgen Nefzger
- 2009 – Stéphanie Lacombe
- 2010 – Jean-Christian Bourcart
- 2011 – Guillaume Herbaut
- 2012 – Denis Darzacq
- 2013 – Valérie Jouve[2][3]
- 2014 – Mathieu Pernot
- 2015 – Laurent Millet
- 2016 – Laurence Leblanc[4]
- 2017 – Olivier Culmann[5]
- 2018 – Stéphane Lavoué[6]
- 2019 – Raphaël Dallaporta[7]
- 2020 – Marina Gadonneix[8]
- 2021 – Grégoire Eloy[9]
- 2022 – Julien Magre[10]
- 2023 – Juliette Agnelová[11]
- 2024 – Anne-Lise Broyer[12]
- 2025 – Ed Alcock[13]